# Alex Mahon
Alexandra Rose Mahon (nascida em outubro de 1973) é uma empresária britânica e diretora executiva do Channel 4. Ela foi  a primeira CEO de uma grande emissora de televisão do Reino Unido. Anteriormente, Mahon serviu como diretora executiva do Endemol Shine Group.